# 米伦贝格
米伦贝格（德語：Mühlenberge）是德国勃兰登堡州的一个市镇，隶属于哈弗尔兰县。总面积为39.62平方千米，截至2020年总人口为723人。